# Bleu de Lavaldens
Le bleu de Lavaldens est un fromage au lait de vache français fabriqué en Isère. Autrefois affiné dans la grotte du Rif-Bruyant, il demeure affiné dans des grottes naturelles. Sa production dans les années 1990 ne dépassait pas 250 kg par an.